# タマリバ
『タマリバ』とは、テレビ西日本（TNC）で、2012年4月2日から2013年9月27日まで放送されていた情報番組である。2013年3月までのタイトルは『視聴者参加型情報ライブ タマリバ』（しちょうしゃさんかがたじょうほうライブ タマリバ）。

## 番組概要
視聴者が気軽に参加でき、常に旬の情報が飛び交う福岡県民の「タマリバ」のような存在を目指す「視聴者参加型情報ライブ番組」である。
放送時間は毎週月曜 - 金曜15:50 - 16:53。2013年3月までは14:58 - 16:00であった。かなり自由な編成が行われる番組であり、改編を待たずにコーナーが追加、変更される事が多いのも特色である。
2013年4月1日からは、14:58 - 15:50に『ハピくるっ!』（関西テレビ）のネット受けを開始するため、15:50 - 16:53に枠移動。さらにこの日の『タマリバ』では、島田秀平らが福岡のスタジオに生出演して放送終了直後の『ハピくるっ!』のスタジオと中継で繋いで挨拶を行った。なお、このリニューアルと同時にタイトルから「視聴者参加型情報ライブ」が抜け、単に『タマリバ』となると同時に、オレンジを基調としたセット及びタイトルロゴの大々的なリニューアルが施された。
しかし、番組開始1年半となる2013年9月27日をもって終了。後枠は2時間ドラマの再放送枠になったため（同時に『ハピくるっ!』が14時からの放送に移動）、『ハチナビ スーパーニュース』から4年半続いた平日午後～夕方帯の情報番組シリーズは2015年3月30日開始の『ももち浜ストア 夕方版』まで途絶えることになる。
その後は、2013年10月26日から毎月1回ではあるが土曜夕方に後継番組として『○○編集社』がスタート。この番組には、MCの出口とレギュラーの指原がMCに昇格して続投して出演している。

## 出演者

### MC
- 高村公平（MC）
- 出口麻綾（テレビ西日本アナウンサー、MC）
- 山口喜久一郎（同上、MC・「タマリバニュース」兼務）
- 四位知加子（同上、「タマリバニュース」）

山口と四位は『TNCスーパーニュース』との兼任。山口は2012年度『スパニュー』ではスポーツコーナー担当だったが、2013年度改編で岸本貴博記者に替わりアンカー起用となった。このため2013年度は高村・出口が進行の中心となり、山口はニュース対応優先のシフトとなった。四位は2012年末まで中継リポーターとして出演していたが、下松小百合の妊娠による降板で2013年頭から『スパニュー』アンカーとなり、当時は『土曜NEWSファイル CUBE』も担当していたことから、年度替わりまで一時的に番組を離れた。

### リポーター・コメンテーター
本番組のレギュラー出演者には番組の企画に登場し、企画のリポーターとしても登場する出演者と、主にコメンテーターとして出演する出演者がいる。前者を「リポーター」、後者を「コメンテーター」と表記する。
リポーター
- ピーター
- 菊田あや子（グルメリポーター）
- コンバット満
- 斉藤優（パラシュート部隊）
- 指原莉乃（HKT48）
- 中島浩二
- 西川有紀子
- 水上清乃
- 太田弘樹
- えとう窓口（Wエンジン）

コメンテーター
- 池田親興（野球解説者）
- 川島透（映画監督）
- 竹田圭吾（ニューズウィーク日本版元編集長）
- 和栗百恵（福岡女子大学準教授）
- 渡邉裕康（バーニーズ・ニューヨーク福岡店店長）
- 佐伯チズ（美容アドバイザー）
- 島田秀平（芸人）
- 篠田恵里香（弁護士）

※上記以外には「気になる!寺子屋」の講師がコメンテーターとして出演するほか、「温故知新」には西日本新聞客員編集員の田代俊一郎がVTR中に登場する。過去には事前にテレビ西日本に申し込めば視聴者もスタジオに参加する事ができたが、現在は行われていない模様。

### ナレーター
- 米岡誠一（「トクシュー」コーナー担当）[3]
- 矢山治（「オトナの御馳走」コーナー担当）[3]
- 百田洋之、麻生桃子（隔週で交代。「ターニングポイント」担当）[3]
- 新垣泉子（テレビ西日本アナウンサー。提供読み）

### 過去のリポーター・コメンテーター
リポーター
- パンクブーブー（福岡スマイルハンター）
- 阿部美穂子（韓国ママリポート）
- ユン・ソナ（韓国ママリポート）
- 清水ミチコ（福岡60市町村宣伝隊）
- 山口宇史（EE男）

コメンテーター
- 森山暎子（エアロビクスインストラクター）
- 藤浦一都（クラブホークス会報誌編集長）
- 小串惠子（ファイナンシャルプランナー）
- 浅羽雄一（商品プランナー。「こどもびいる」などを手掛ける）
- 佐々木喜美代（アジアン・エイジング・ビジネスセンター上席研究員）
- クリス・フリン（九州情報大学教授）
- 山本英照（天徳山金剛寺住職。「目指せ！ゴール怒メダル」にコメントで登場していた[4]）

## タイムテーブル

### 各曜日のコーナー

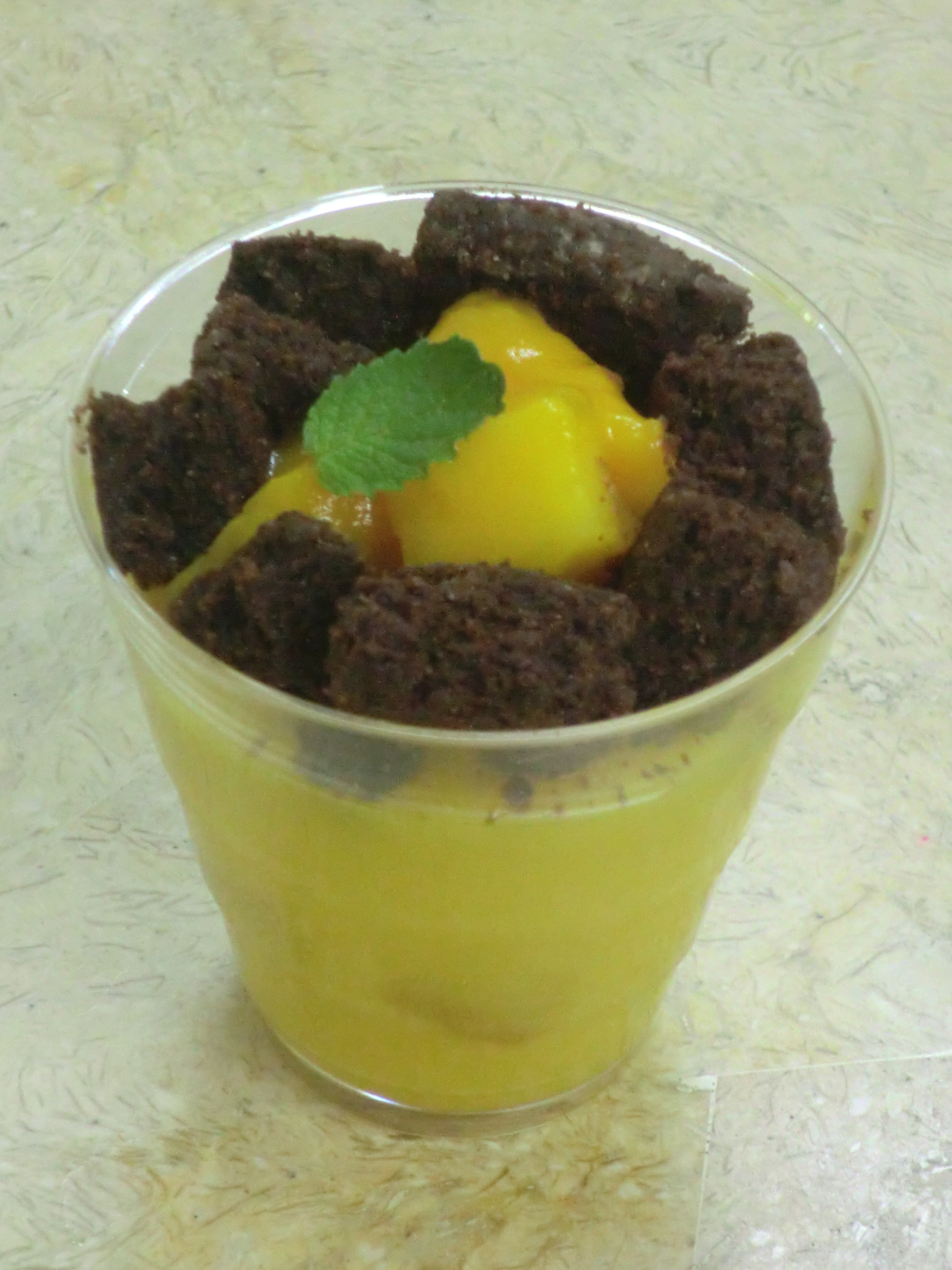
番組企画で開発された「恋するコジマンゴー」

- 「現場LIVE」（月） - コンバット満が県内各地の公民館といった「タマリバ」を訪ねる企画。
- 「街角気にリアル」（月） - MCの出口が今話題のスポットを取材する企画。
- 「知ってる?!わが町ジマン」（月） - FNS九州内のワイド番組とのコラボ企画。詳細は後述。
- 「ターニングポイント」（火） - 福岡県の輝く大人に密着するドキュメンタリー企画。以前は「大人のミカタ」というタイトルで放送されていた。
- 「ローカルニュース編集社」（火） - ローカルニュースを徹底取材する企画。中島浩二が「編集長」、コンバット満が「記者」を務める。
- 「温故知新」（火） - 元西日本新聞社会部長の田代俊一郎をゲストに迎え、昔の新聞記事などを元に当時の福岡を振り返る郷土史企画。
- 「キクイチランキング」（火）- 気になる情報をランキング形式にして紹介する。
- 「法律相談」（火） - アディーレ法律事務所弁護士の篠田恵里香が、法律に関する疑問に答える。
- 「トクソー最前線」（水） - 特集企画。堅めで社会派な企画が組まれることもある。
- 「あっぱれ!夫婦うた合戦」（水） - 夫婦の馴れ初めや危機等を伺い、その思いを替え歌にして披露する。
- 「夜の社会科見学」（水） - 奥様方が、通常は見ることがない夜の世界の社会科見学を敢行する。
- 「菊ちゃんが行く！」（水） - 菊田あや子と斉藤優が県内の街を巡る企画。
- 「オトナのご馳走」（木） - 旬の食材について生産者や豆知識、美味しいお店、料理法等を紹介する企画。
- 「さしP」（木） - HKT48の指原莉乃が様々なものをプロデュースする企画。
- 「タマリバどこですか？」（木） - 2013年8月までは「ピーターのタマリバどこですか？」としてピーターが担当していた。2013年9月5日からはWエンジンのえとう窓口が担当。レポーター（西川も同行）が街を巡り、タマリバを訪ねる企画。
- 「ピータークッキング」（木） - その場で発表された旬の食材を使用し[注 2]、ピーターが放送時間内にガチンコで料理に挑戦する。月に一回行われる。
- 「気になる！寺子屋」（木？） - 様々な「今気になる」分野の専門家をスタジオに招き、簡易授業を行うコーナー。
- 「公平のチャリ旅55」（木） - MCの高村が、県内各地を自転車で旅する。行き先を決めるのは、ルーレット。
- 「オネエの部屋」（木） - 時代を席巻するオネエが、街のお悩みを解決する。
- 「スキメシ」（金） - 2013年6月14日に初登場。街ゆく人がこれまで食べた中で1番美味しいと評する人生No.1グルメを MCの高村公平が紹介する。
- 「福岡セキララ白書」（金） - 特集企画。堅めで社会派な企画が組まれることもある。
- 「発掘ツアーズ」（金） - 旅行会社のツアーの中から、「とびきり」のツアーに密着する企画。

### 公平天気
お天気コーナー。MCの高村が天気予報のほか、視聴者から寄せられた写真や福岡県内の天気や季節に関する話題を紹介する。

### タマリバニュース
ニュースコーナー。当初は番組冒頭に放送されていた。県民に身近な話題やゲストに関係ある話題を取り上げる事が多く、そこからゲストへのフリが行われることも多かった。MCは山口が務めていた。
その後コーナーは番組終盤に移動し、報道スタジオからニュースを伝え、その後出演者とアナウンサーがお便りのテーマに沿って掛け合いを行い、そこから視聴者のお便り紹介に移るというスタイルとなった。MCはTNCスーパーニュース担当の下松小百合が担当し、現在ではMC以外のテレ西アナウンス陣が交代で担当した。現在では特定の位置はなく、日によって位置は異なる。キャスターはTNCスーパーニュース担当の四位と山口が担当している。

### 知ってる?!わが町ジマン中継
2013年4月29日から、テレビ長崎の同時間帯の番組である「gopan」とコラボレーションして対決企画をスタート。それ以後、月に一度（月曜）のペースで行われている。同年5月21日からは、鹿児島テレビの「ゆうテレ」とも同じく対決をスタートさせた。また、コラボ側番組もこの中継中はCM入り前ジングルが本番組側に揃えられる。7月1日まではどっちが良かったかを決める対決方式だったが、7月8日からは各スポットの紹介とMCへのクイズ（三択）に変更されている。長崎とは9月2日まで、鹿児島とは9月9日まで行われた。

#### これまでの対決及び中継
- gopan
  - 2013年4月29日　駅対決
  - 5月14日　麺対決
  - 6月10日　ご当地アイドル対決
  - 7月1日　夏の風物詩対決
  - 7月22日　九州ではココだけ!編
  - 8月5日　出現!編
  - 8月26日　リアルに作りました編
  - 9月2日　ふるさとの味編
- ゆうテレ
  - 2013年5月21日　ビアガーデン対決
  - 6月24日　涼を感じるスポット対決
  - 7月8日　わが町自慢編
  - 7月15日　旬の魚じまん編
  - 8月19日　女性に人気!編
  - 9月9日　日本一編

## 過去のコーナー
- 「タイムセールマラソン」 - 店舗にお邪魔して、制限時間内に値切るコーナー。ももち浜ストアから移動。タマリバでは坂梨公俊が担当していた。
- 「KNN」 - MCの高村公平が、福岡で話題の物事に迫る企画。
- 「ラブレター」 - 手紙を通じて、視聴者が普段言えない思いを伝えるコーナー。
- 「タマリバプロジェクト」 - 当初は曜日コーナーであったが、その後は火曜日のコーナーとなった。
  - 「パンクブーブーの福岡スマイルハンター」 - 福岡県で輝く中高年の最高の笑顔を1枚の写真に納め、その秘密に迫るコーナー。
  - 「韓国ママリポート」 - 日韓で活躍するユンソナと、韓国人の夫を持つ阿部美穂子が韓国の最新事情を伝えるコーナー。
  - 「清水ミチコの福岡60市町村PR隊」 - 清水ミチコと斉藤優が福岡県の市町村を巡り、いいところを探す企画。
  - 「ピーターのThis is my life生活術」 - 衣食住の達人であるピーターとテレビ西日本アナウンサーの坂梨公俊が様々な生活の知恵を紹介する企画。
- 「タマリバ中継」 - 福岡昭和タクシーのラッピングタクシー「タマリバ号」が県内を巡りながら移動中継を行うコーナー。テレ西アナウンサーの四位知加子、新垣泉子らが担当していた。「もう一つのタマリバ中継」と呼ばれる中継もあり、コンバット満が担当していた。
- 「主婦-1グランプリ」 - コンバット満の中継の中で行われた。主婦の技のNo.1を競う企画。
- 「コンバット満のお助けレンジャー」 - コンバット満が各分野の専門家と協力して悩みを解決する企画。
- 「R50 オトナの時間」 - 自分の時間やお金がある50代以上の「グラジェネ」向けの情報を提供するコーナー。
- 「オトナのVS」 - MCの出口と山口が、対決形式で様々なものを紹介する企画。
- 「タマトク」 - 福岡の旬の話題を伝えるコーナー。番組冒頭に放送されていた。元々は「タマトク」という一つのコーナーであったが、後に枠だけが残り、日替わりで「街角気にリアル」、「菊ちゃんが行く！」、「トクシュー」、「オトナのご馳走」、「週末スパイス」が放送されていた。一部は形を変えて現在も存続している。
- 「目指せ！ゴール怒メダル」 - 視聴者の怒りを聞く企画。

## 関連イベント
関連イベントとして、「タマリバ文化祭」が行われた。このプロジェクトは西村雅彦プロデュースのもとで60歳以上の男女40人が2か月間稽古を行い、2013年3月31日に公演が行われた。西村は石川県でも北國新聞社と協力して同様の趣旨の「石川マスターズ文化祭」をプロデュースしており、今企画はその福岡版ともいえる。文化祭の模様は、2013年4月29日に本番組で放送された。

## 公式キャラクター等

### タマト
当初、公式キャラクターは存在しなかったが、「さしP」の企画で指原莉乃のプロデュースのもとに「タマト」が誕生した。タマトはピンク色のネコのような姿をしており、「t」と書かれたアクセサリーを付けている。タマトの出身地はキャナルシティ博多で、「溜まりてーなー」が口癖だという。好物はいちじく。性別は不明。

## その他
- 2013年5月3日の16:00 - 16:53には、『タマリバ どんたく大行進スペシャル』としてJR博多駅前の「博多駅本舞台」会場から公開生放送を行い、通常メンバーに加え指原もMCとして登場。また、HKT48（指原を含めた選抜メンバー16人）、山内惠介、NON STYLEもゲストとして生出演した。但し、通常は関西テレビから同時ネットしている『ハピくるっ!』が『ハピくるっ! 2013年芸能界衝撃ニュースBEST10 ゴールデンスクープ大放出SP』と放送時間を拡大（関西テレビでは16:48まで拡大して放送）した為、同番組が16:00まで延長された。これにより、本番組は通常より10分短縮した。
- 2013年5月6日から5月10日の5日間は「北九州ウィーク」として北九州市のリバーウォーク北九州から生放送を行った。また、6月4日から7日の4日間も、同じく北九州のチャチャタウン小倉から公開生放送を行っている。但し、MCのうち山口はタマリバニュース及びTNCスーパーニュース対応の為福岡からの出演となった。
- 2013年8月8日は「夏の2時間SP!!」として、放送開始時刻を14:58に前倒しして拡大放送。
- 2013年8月9日は『ハピくるっ! 激アツ裏ネタ大放出! アチチな芸能ニュース生でぶった斬りSP』（14:58 - 16:48）を全編同時ネットするため、同年8月12日週は関西テレビにおいて『ハピくるっ!』が休止することに伴い、『金曜プレステージ』再放送枠に充当するため、それぞれ休止。

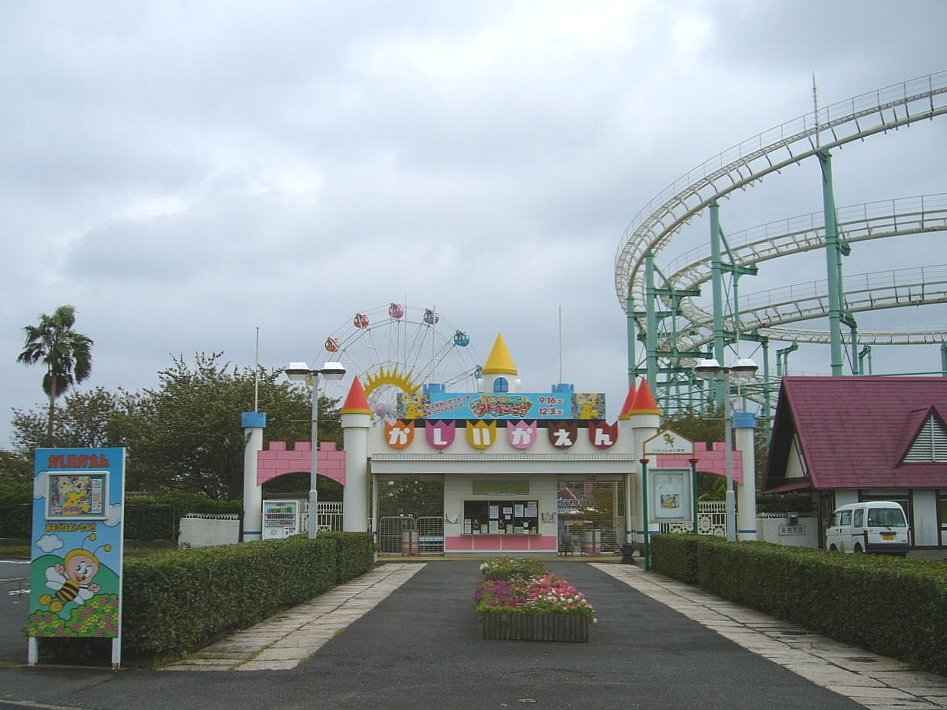
『タマリバ水上大運動会』の会場となった西鉄香椎花園（2006年10月撮影）

- 2013年9月8日には、番組最後の視聴者参加イベント「タマリバ水上大運動会」が行われた。参加条件は、奥様に車をプレゼントしたい夫限定で、優勝者には日産・デイズハイウェイスターGが贈呈された。ゲームの内容も、その車に付いているアラウンドビューモニター等にちなんだ物だった。その模様は、9月19日に放送された。